# 中村藤兵衛

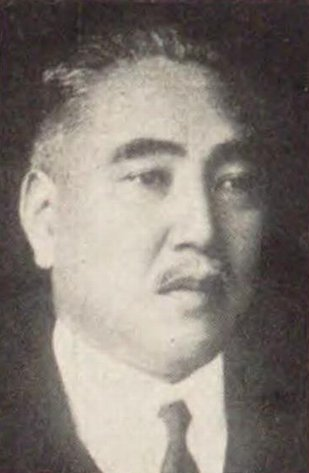
中村藤兵衛

中村 藤兵衛（なかむら とうべえ、1882年（明治15年）11月3日 - 1949年（昭和24年）11月30日）は、日本の貴族院勅選議員、太田市長。

## 経歴
群馬県新田郡太田町（現在の太田市）に太田保次郎の長男として生まれ、中村勘蔵の婿養子となった。1910年（明治43年）、東京帝国大学法科大学英法科を卒業した。翌年より会計検査院書記となり、同副検査官となった。1915年（大正4年）より衆議院書記官も兼任し、1923年（大正12年）より衆議院書記官長を務めた。1930年（昭和5年）に退官した後は国政研究会を主宰した。1935年（昭和10年）より内閣調査局（のち企画庁）参与を務めた。この間、文官普通試験委員長、臨時議員建築局、大蔵省営繕管財局各参与、大礼使事務官、議会制度審議会臨時委員などを務めた。
1946年（昭和21年）3月22日に貴族院議員に勅選され、翌年に廃止されるまで在籍した。貴族院廃止後の1949年（昭和24年）2月には郷里の太田市長に選出された。しかし、体調を崩し、半年後に市長を辞職。同年11月に死去した。

## 著書
- 『改正衆議院議員選挙法義解』（1920年、民友社）